# Касутин, Иван Дмитриевич
Иван Дмитриевич Касутин (17 октября 1986, Вологда) — российский хоккеист, вратарь.
Младшие братья Евгений и Дмитрий также хоккеисты.

## Карьера

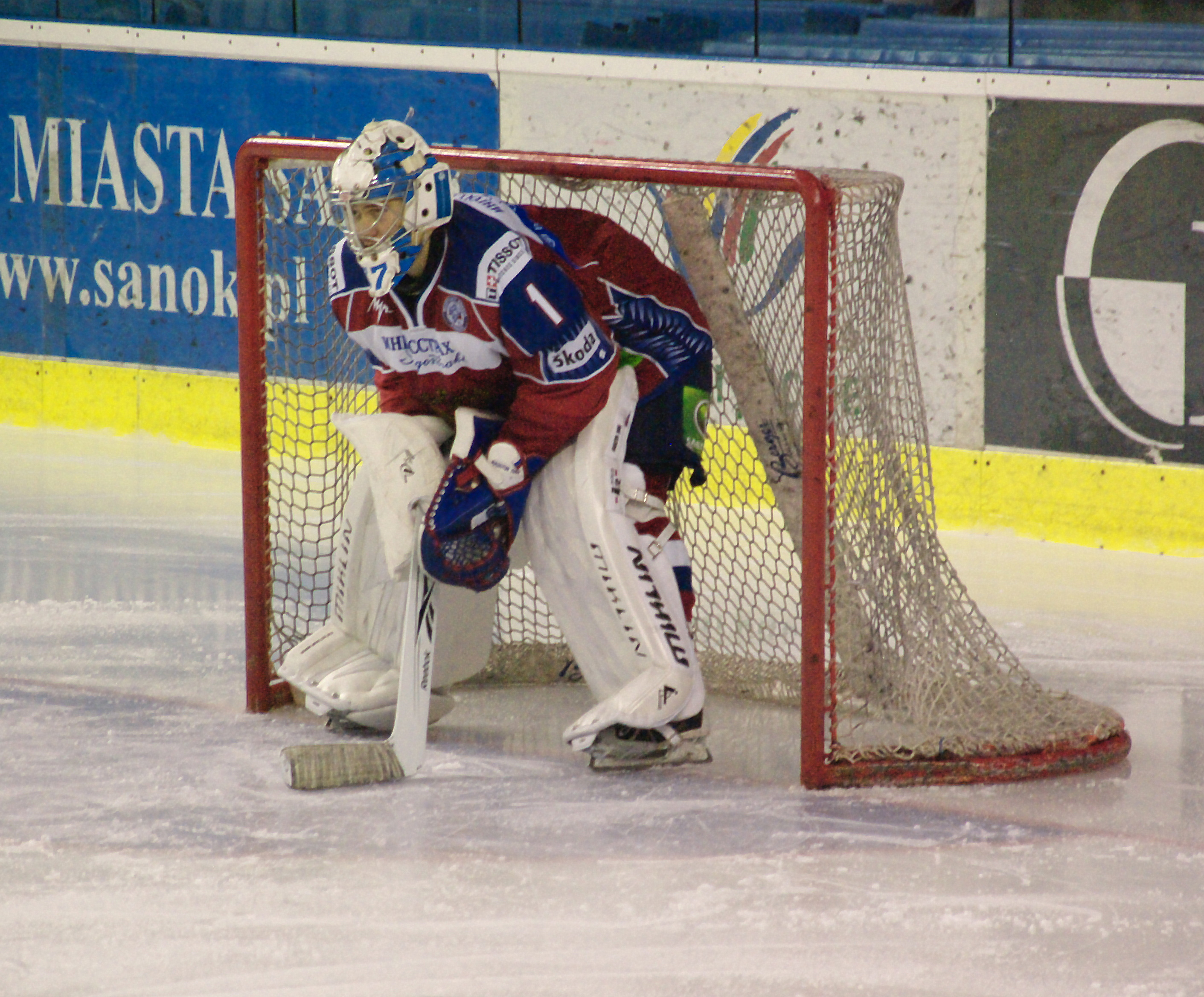

Воспитанник ярославского хоккея. Начал свою профессиональную карьеру в 2005 году в составе пензенского клуба Высшей лиги «Дизель», выступая до этого за его фарм-клуб, а также вторую команду ярославского «Локомотива». В своём дебютном сезоне сумел закрепиться в качестве основного голкипера пензенского клуба, проведя на площадке 55 матчей с коэффициентом надёжности 1.81.
Летом 2006 года Касутин подписал контракт с ЦСКА, где в первый же сезон принял участие в 26 играх. Тем не менее, в сезоне 2007/08 стал сменщиком Тома Лоусона, сыграв лишь в 12 матчах, после чего принял предложение нижнекамского «Нефтехимика». За три сезона проведя на площадке 125 игр в с коэффициентом надёжности 2,59. В плей-офф Кубка Гагарина 2010 года стал лучшим в КХЛ по показателям надёжности и проценту отражённых бросков.
11 мая 2011 года Касутин подписал двухлетний контракт с московским «Спартаком». 15 января 2012 года заключил соглашение до конца сезона с казанским «Ак Барсом», в составе которого за оставшуюся часть сезона провёл 7 матчей, пропустив 21 шайбу. Однако уже 29 мая стало известно о том, что Касутин вернулся в «Спартак».
24 августа 2012 года Касутин подписал 3-летний контракт с «Витязем». Хорошо проявив себя в ходе сезона, получил предложение присоединиться к СКА, куда и перешёл 23 января 2013 года, подписав контракт до 2015 года. За переход Касутина «Витязь» получил денежную компенсацию.
23 мая 2013 года в результате обмена Касутин перешёл в «Северсталь». Вместе с ним отправился защитник Григорий Серкин, также СКА отдал выбор в первом раунде драфта 2013 года и денежную компенсацию. В Санкт-Петербург перебрался нападающий Вадим Шипачёв.
Сезон 2016/17 Касутин начал в нижегородском «Торпедо», однако уже по итогам 10 матчей стало ясно, что в команде он не задержится — слишком слабые были статистические показатели. 20 декабря 2016 года перешёл в «Нефтехимик». В Нижнекамске провел лишь одну встречу и в конце сезона покинул команду.
10 июля 2017 перешёл в «Металлург» Новокузнецк. 2 сентября контракт с Касутиным был расторгнут, однако меньше, чем через две недели, после прихода нового тренерского штаба стало известно, что Касутин останется в «Металлурге».

### Сборная
В составе сборной России стал чемпионом мира среди юниоров 2004 года, не сыграв ни одного матча на турнире.
Провёл один товарищеский матч в составе сборной России — 2 апреля 2011 года в игре против Белоруссии (4:6) на 26-й минуте при счёте 1:4 заменил Василия Кошечкина.

## Достижения
- Чемпион мира среди юниоров 2004.
- Лучший коэффициент надёжности и процент отражённых бросков Кубка Гагарина 2010.

## Статистика выступлений
Последнее обновление: 2 февраля 2013 года
|                 |                 |                 | Регулярный сезон | Регулярный сезон | Регулярный сезон | Регулярный сезон | Регулярный сезон | Плей-офф | Плей-офф | Плей-офф | Плей-офф | Плей-офф |
| Сезон           | Команда         | Лига            | Игр              | М                | ПШ               | «0»              | КН               | Игр      | М        | ПШ       | «0»      | КН       |
| --------------- | --------------- | --------------- | ---------------- | ---------------- | ---------------- | ---------------- | ---------------- | -------- | -------- | -------- | -------- | -------- |
| 2001/02         | Локомотив-2     | Первая лига     | 10               |                  |                  |                  |                  | —        | —        | —        | —        | —        |
| 2003/04         | Локомотив-2     | Первая лига     | 33               |                  | 76               |                  |                  | —        | —        | —        | —        | —        |
| 2004/05         | Локомотив-2     | Первая лига     | 36               |                  | 75               |                  |                  | —        | —        | —        | —        | —        |
| 2005/06         | Дизель-2        | Первая лига     | 2                |                  | 0                |                  | 0                | —        | —        | —        | —        | —        |
| 2005/06         | Дизель          | Высшая лига     | 43               | 2527             | 71               | 6                | 1.69             | 12       | 713      | 27       | 0        | 2.27     |
| 2006/07         | ЦСКА            | Суперлига       | 24               | 1287             | 50               | 0                | 2.33             | 2        | 93       | 5        | 0        | 3.23     |
| 2007/08         | ЦСКА-2          | Первая лига     | 2                |                  |                  |                  | 1.50             | —        | —        | —        | —        | —        |
| 2007/08         | ЦСКА            | Суперлига       | 10               | 459              | 24               | 0                | 3.13             | 2        | 41       | 4        | 0        | 5.83     |
| 2008/09         | Нефтяник Лк     | Высшая лига     | 2                | 122              | 10               | 0                | 4.95             | —        | —        | —        | —        | —        |
| 2008/09         | Нефтехимик      | КХЛ             | 34               | 1715             | 72               | 2                | 2.52             | 4        | 236      | 9        | 0        | 2.29     |
| 2009/10         | Нефтехимик      | КХЛ             | 35               | 1816             | 87               | 1                | 2.87             | 9        | 529      | 12       | 2        | 1.36     |
| 2010/11         | Нефтехимик      | КХЛ             | 36               | 1886             | 89               | 2                | 2.83             | 7        | 378      | 14       | 0        | 2.22     |
| 2011/12         | Спартак         | КХЛ             | 36               | 2060             | 101              | 1                | 2.94             | —        | —        | —        | —        | —        |
| 2011/12         | Ак Барс         | КХЛ             | 7                | 352              | 21               | 0                | 3.58             | —        | —        | —        | —        | —        |
| 2012/13         | Витязь          | КХЛ             | 30               | 1826             | 79               | 1                | 2.60             | -        | -        | -        | -        | -        |
| 2012/13         | СКА             | КХЛ             | 2                | 119              | 2                | 0                | 1.00             | -        | -        | -        | -        | -        |
| Всего в КХЛ     | Всего в КХЛ     | Всего в КХЛ     | 180              | 9774             | 451              | 7                | 2.77             | 20       | 1143     | 35       | 2        | 1.84     |
| Всего в карьере | Всего в карьере | Всего в карьере | 342              |                  |                  |                  |                  | 36       | 1990     | 71       | 2        | 2.14     |